# قطعنامه ۵۹۴ شورای امنیت
قطعنامه ۵۹۴ شورای امنیت سازمان ملل متحد که در تاریخ ۱۵ ژانویه ۱۹۸۷ تصویب شد، سندی بین‌المللی دربارهٔ اسرائیل-لبنان است. این قطعنامه طی نشست ۲۷۳۱ام با ۱۵ موافق، ۰ مخالف و ۰ ممتنع تصویب شد.